# Robert Audi
Robert Audi (* 19. November 1941 in New York City) ist ein US-amerikanischer analytischer Philosoph, der zu Themen der Ethik und praktischen, besonders politischen Philosophie (etwa zum Verhältnis von Kirche und Staat) sowie der Erkenntnistheorie, der Philosophie des Geistes und der Sozialwissenschaften und der Religion arbeitet.

## Leben und Wirken
Audi studierte an der Colgate University (B.A. 1963 magna cum laude) und der University of Michigan (M.A. 1965). Seinen PhD erwarb Audi 1967 an der University of Michigan. Danach hatte er Anstellungen als Assistant Professor of Philosophy an der University of Texas (1967–1973) und an der University of Nebraska (1973–1976). Hier erhielt er einen Lehrauftrag (1974–1977) und wurde zum Professor für Philosophie berufen (1976–2003). Von 2003 bis 2010 lehrte er an der University of Notre Dame als Professor of Philosophy, Professor of Management, und als David E. Gallo Professor für Business ethics, wo er dem Department für Wirtschaftsethik kooptiert war. Anschließend wechselte er auf den Lehrstuhl des John A. O’Brien Professor für Philosophie und Professor für Management.
Bekannt ist Audi durch die Herausgabe des Cambridge Dictionary of Philosophy (erste Aufl. 1995, zweite 1999). Ferner gibt er die „Modern Readings in Epistemology“ und „Modern readings in Metaphysics“ heraus.
Audi war 1987–88 Präsident der American Philosophical Association (Central Division) und Präsident der Society of Christian Philosophers. Im Jahr 2016 erhielt er von der APA den Philip L. Quinn Prize. Zudem ist er Fellow an der Australian Catholic University.

## Lehre
Audi vertritt sowohl einen erkenntnistheoretischen als auch einen moralischen Intuitionismus.
In seinem Artikel über die Quellen des Wissens, welches im Oxfords Handbuch der Epistemologie erschienen ist, argumentiert Audi für vier Quellen der Rechtfertigung: Wahrnehmung, Erinnerung, Bewusstsein (auch: Introspektion) und Vernunft. Sie können gebraucht werden, um behauptetes Wissen zu rechtfertigen. Diese Quellen sind seiner Meinung nach, mit der Ausnahme der Erinnerung, auch Quellen des Wissen, mit denen man tatsächlich zu Wissen gelangen kann. Das so gewonnene Wissen ist nicht-inferentiell, und unabhängig von anderen Quellen. Die Erinnerung ist für ihn eine Ausnahme, da sie aus sich heraus nicht als Wahrheitsquelle dienen kann. Denn zuvor muss jemand etwas gesehen, oder erlebt haben, damit er/sie sich daran erinnern kann. Daher ist sie keine eigenständige Quelle des Wissens, dient aber als Bewahrerin des Wissens Überzeugungen anderer Art basieren auf Schlussfolgerungen, die wiederum auf Schlussfolgerungen beruhen können usf. bis man zu den Überzeugungen kommt, die sich aus den ursprünglichen Überzeugungen ableiten lassen.
Durch die Annahme unmittelbarer, intuitionistisch zugänglicher Quellen des Wissens vermeidet Audi das Problem des infiniten Regresses. Audi argumentiert dabei wie folgt:
1. Wenn jemand Wissen hat, beruht dieses auf einer erkenntnistheoretischen Kette von Schlussfolgerungen (im besonderen Fall ggf. nur mit einem Glied, das der Erfahrung oder der Vernunft [reason] entstammt)
2. Erkenntnistheoretische Ketten sind entweder unendlich, zirkulär oder werden willkürlich unterbrochen oder basieren auf einer Überzeugung, die auf einer unmittelbaren Quelle beruht.
3. Wissen kann nur im letzten Glied der Kette entstehen.
4. Daraus folgt, dass nur eine auf einer unmittelbaren Quelle beruhende Überzeugung Wissen erzeugen kann.

Unmittelbare Erfahrung als Grundlage einer Überzeugung ist für Audi geeignet, dass eine solche Überzeugung wahr sein kann. Audi bezeichnet seine erkenntnistheoretische Position dabei als fallibilistischen Fundamentalismus, weil er zugesteht, dass die Überzeugungen in Hinblick auf unmittelbares Wissen falsch sein können oder ihre Rechtfertigung nicht haltbar ist.
Audis 2004 erschienenes Buch The Good in the Right erneuert einen intuitionistischen Ansatz der Ethik und entwickelt eine Erkenntnistheorie ethischer Wahrheiten. Hiermit versucht Audi das Konzept von William David Ross mit der Ethik Immanuel Kants zu verbinden.

## Auszeichnungen
- 2008: Albertus-Magnus-Professur
- 2018: Mitglied der American Academy of Arts and Sciences

## Werke (Auswahl)
- Means, Ends, and Persons. The Meaning and Psychological Dimensions of Kant’s Humanity Formula, Oxford University Press, 2016 (Review)
- Rational Belief: Structure, Grounds, and Intellectual Virtue. Oxford University Press, New York und Oxford 2015 (Aufsatzsammlung) (Review)
- Reasons, Rights, and Values. Cambridge University Press, Cambridge und New York 2015 (Aufsatzsammlung)
- Naturalism, Normativity, and Explanation, Copernicus Center Press, Krakau 2014
- Moral Perception, Princeton University Press, Princeton und Oxford 2013 (Review)
- Democratic Authority and the Separation of Church and State, Oxford University Press, New York und Oxford 2011 (Review)
- Rationality and Religious Commitment, Clarendon Press, Oxford und New York 2011 (Review; Review; Review Skelton)
- Business Ethics and Ethical Business, Oxford University Press, New York und Oxford 2009
- Moral Value and Human Diversity, Oxford University Press 2006. (Review; PDF; 61 kB; Review (Memento vom 14. September 2012 im Internet Archive))
- Practical Reasoning and Ethical Decision, Routledge, London / New York 2006 (Review)
- The Good in the Right: A Theory of Intuition and Intrinsic Value, Princeton University Press, Princeton / Oxford, 2004 (Review; Review; Review; Review)
- The Architecture of Reason: The Structure and Substance of Rationality, Oxford University Press, Oxford / New York 2001 (Review von Gilbert Harman; Review; Review; Review)
- Religious Commitment and Secular Reason, Cambridge University Press, Cambridge / New York 2000
- Epistemology: A Contemporary Introduction to the Theory of Knowledge, Routledge, London / New York 1998 (2. Aufl. 2003, 3. Aufl. 2011)
- Moral Knowledge and Ethical Character, Oxford University Press, Oxford / New York 1997
- Mit Nicholas Wolterstorff : Religion in the Public Square: The Place of Religious Convictions in Political Debate, Rowman and Littlefield, Lanham, MD 1997
- Action, Intention, and Reason, Cornell University Press, Ithaca / London 1993
- The Structure of Justification, Cambridge University Press, Cambridge / New York 1993
- Practical Reasoning, Routledge, London / New York 1989 (2. A. 2005)
- Belief, Justification, and Knowledge, Wadsworth Publishing Company, Belmont, California 1988
- (Hrsg.): The Cambridge Dictionary of Philosophy, Cambridge University Press, Cambridge / New York 1995 (2. A. 1999)
- Mit Walter Sinnott-Armstrong (Hrsg.): Rationality, Rules, and Ideals: Critical Essays on Bernard Gert’s Moral Theory, Rowman and Littlefield 2002
- Mit William Wainwright (Hrsg.): Rationality, Religious Belief, and Moral Commitment: New Essays in the Philosophy of Religion, Cornell University Press, Ithaca and London 1986